# Miguel Ángel Castilla
Miguel Ángel Castilla (Jerez de la Frontera, 11 de agosto de 1969) es un expiloto de motociclismo español, que compitió en el Campeonato del Mundo de Motociclismo desde 1993 hasta 1995.

## Biografía
Aunque nació en Jerez de la Frontera, su familia se trasladó a Cartagena, donde sigue residiendo. El Moto Club Costa Cálida le dio la oportunidad de correr Campeonatos Regionales y Critériums. En 1991, da el salto al Campeonato Europeo de Motociclismo en la que acaba séptimo en la cilindrada de 250cc.
En 1993, realiza su debut en el Mundial de Motociclismo en el Gran Premio de la FIM con un 17.º puesto en la carrera de 250cc.
En 1994 queda segundo en el Open Ducados detrás de Luis d'Antin. Tras firmar el contrato para correr el Mundial, se operó de una molestia que tenía en el antebrazo derecho. Pero la operación salió mal la operación y queda prácticamente inválido del brazo. Aunque está presente en la temporada 1995 ni aparecen los buenos resultados ni remiten los dolores de su brazo. Al finalizar la temporada y con 25 años de edad, decide retirarse del profesionalismo.
En 1995, abre la escuela de conducción (MAC Escuela de Conducción) de la que todavía es el propietario.

### Carreras por año
Sistema de puntuación de 1993 en adelante:
| Posición | 1.º | 2.º | 3.º | 4.º | 5.º | 6.º | 7.º | 8.º | 9.º | 10.º | 11.º | 12.º | 13.º | 14.º | 15.º |
| Pts.     | 25  | 20  | 16  | 13  | 11  | 10  | 9   | 8   | 7   | 6    | 5    | 4    | 3    | 2    | 1    |

| Año  | Cat.  | Moto   | 1       | 2       | 3      | 4       | 5      | 6       | 7      | 8       | 9       | 10     | 11      | 12      | 13     | 14     | 15 | Ptos. | Pos. |
| ---- | ----- | ------ | ------- | ------- | ------ | ------- | ------ | ------- | ------ | ------- | ------- | ------ | ------- | ------- | ------ | ------ | -- | ----- | ---- |
| 1993 | 250cc | Yamaha | AUS -   | MAL -   | JAP -  | ESP DNQ | AUT -  | ALE -   | NED -  | EUR -   | RSM -   | GBR -  | CZE -   | ITA -   | USA -  | FIM 17 |    | 0     | -    |
| 1994 | 250cc | Yamaha | AUS -   | MAL -   | JAP -  | ESP 13  | AUT -  | ALE -   | NED -  | ITA -   | FRA -   | GBR -  | CZE -   | USA -   | ARG -  | EUR 14 |    | 5     | 12.º |
| 1995 | 250cc | Yamaha | AUS Ret | MAL Ret | JAP 16 | ESP Ret | ALE 20 | ITA Ret | NED 19 | FRA Ret | GBR Ret | CZE 24 | RIO Ret | ARG Ret | EUR 18 |        |    | 0     | -    |